# Hate Campaign
Hate Campaign – piąty album studyjny szwedzkiej grupy muzycznej Dismember. Wydawnictwo ukazało się 17 stycznia 2000 roku nakładem wytwórni muzycznej Nuclear Blast. Nagrania zostały zarejestrowane i zmiksowani w Das Boot Studios w Sztokholmie pomiędzy kwietniem a majem 1999 roku. Dodatkowe nagrania w Polar Studios zrealizował Stefan Boman. 

## Lista utworów
Opracowano na podstawie materiału źródłowego.
1. „Suicidal Revelations” (Matti Karki, David Blomqvist, Magnus Sahlgren, Sharlee D’Angelo, Fred Estby) – 2:52
2. „Questionable Ethics” (Matti Karki, David Blomqvist, Magnus Sahlgren, Sharlee D’Angelo, Fred Estby) – 2:07
3. „Beyond Good & Evil” (David Blomqvist, Matti Karki, Magnus Sahlgren) – 2:50
4. „Retaliate” (Matti Karki, David Blomqvist, Magnus Sahlgren, Sharlee D’Angelo, Fred Estby) – 2:47
5. „Enslaved to Bitterness” (Matti Karki, David Blomqvist, Magnus Sahlgren, Sharlee D’Angelo, Fred Estby) – 2:46
6. „Mutual Animosity” (Matti Karki, David Blomqvist, Magnus Sahlgren, Sharlee D’Angelo, Fred Estby) – 2:15
7. „Patrol 17" (Matti Karki, David Blomqvist, Magnus Sahlgren, Sharlee D’Angelo, Fred Estby) – 3:45
8. „Thanatology” (Matti Karki, David Blomqvist, Magnus Sahlgren, Sharlee D’Angelo, Fred Estby) – 2:35
9. „Bleeding Over” (Matti Karki, David Blomqvist, Magnus Sahlgren, Sharlee D’Angelo, Fred Estby) – 3:07
10. „In Death's Cold Embrace” (Matti Karki, David Blomqvist, Magnus Sahlgren, Sharlee D’Angelo, Fred Estby) – 3:03
11. „Hate Campaign” (Matti Karki, David Blomqvist, Magnus Sahlgren, Sharlee D’Angelo, Fred Estby) – 5:25

## Twórcy
Opracowano na podstawie materiału źródłowego.
- Matti Kärki - wokal prowadzący
- David Blomqvist - gitara prowadząca, gitara rytmiczna
- Magnus Sahlgren - gitara prowadząca, gitara rytmiczna
- Sharlee D’Angelo - gitara basowa
- Fred Estby - perkusja, inżynieria dźwięku, produkcja muzyczna, miksowanie
- Stefan Boman - inżynieria dźwięku, mastering